# Bebo Valdés
Dionisio Ramón Emilio Valdés Amaro (Quivicán, 9 de outubro de 1918 – Estocolmo, Suécia, 22 de março de 2013) foi um compositor e pianista cubano.
Liderou duas bandas de big band na "era de ouro" da música cubana, como a Sabor de Cuba, além de ser um dos arranjadores do Tropicana Club, um dos mais famosos redutos musicais de Havana desde a primeira metade do século XX.
Em 1994, Bebo Valdés reviveu sua carreira e, juntamente com o saxofonista Paquito D'Rivera, lançou o CD Bebo Rides Again. Mais adiante lançou com Diego El Cigala o CD Lágrimas Negras.